# Hippodes hopei
Hippodes hopei är en insektsart som beskrevs av Bruner, L. 1920. Hippodes hopei ingår i släktet Hippodes och familjen torngräshoppor. Inga underarter finns listade i Catalogue of Life.